# Zynga Dallas
Zynga Dallas (первоначально Bonfire Studios) — компания-разработчик игр, работающая в Далласе, штат Техас. Основана в 2009 году бывшими сотрудниками Ensemble Studios наряду с тремя другими компаниями.
В конце июля 2010 года команда выпустила игру We Farm для iOS. 5 октября 2010 года Bonfire Studios была куплена компанией Zynga и переименована в Zynga Dallas. Первым проектом студии после ребрендинга стала CastleVille, выпущенная в 2011 году.
В 2013 году в Zynga прошли массовые сокращения, в результате чего Zynga Dallas была закрыта.
В июне 2013 года Билл Джексон, главный менеджер Zynga Dallas, Дейв Риппи, глава техасского подразделения студии, и операционный директор Скотт Уинсетт основали студию Boss Fight Entertainment. Многие из сотрудников Zynga Dallas устроились работать в Boss Fight Entertainment.